# Joseph Noulens
Joseph Noulens fue un político y diplomático francés (Burdeos, 29 de marzo de 1864-Sorbets [Gers], 9 de septiembre de 1944).

## Carrera
Joseph Noulens se licenció en Derecho y se diplomó en la Facultad de Ciencias Políticas.
Fue auditor en el Consejo de Estado de 1888 a 1896, y maître des requêtes a partir de 1902. Seguidamente desempeñó los siguientes cargos políticos:
- Diputado por la circunscripción de Gers de 1902 a 1919;
- senador de Gers de 1920 a 1924;
- subsecretario de Estado de Guerra del 3 de noviembre de 1910 al 2 de marzo de 1911 en el gobierno de Aristide Briand;
- ministro de Guerra del 9 de diciembre de 1913 al 9 de junio de 1914 en el gobierno de Gaston Doumergue;
- ministro de Hacienda del 13 de junio al 26 de agosto de 1914 en el gobierno de René Viviani y
- ministro de Agricultura y Alimentación del 20 de julio de 1919 al 20 de enero de 1920 en el gobierno de Georges Clemenceau.

En calidad de ministro de Finanzas, logró aprobar la ley que implantó el impuesto sobre la renta, que plasmó finalmente el proyecto de Joseph Caillaux, anterior ministro de Hacienda.
Fue designado embajador de Francia en Petrogrado en mayo de 1917, pocas semanas después de la Revolución de Febrero que determinó la abdicación del zar Nicolás II de Rusia. Permaneció en Rusia mientras los bolcheviques preparaban la Revolución de Octubre, que marcaría su toma del poder. Joseph Noulens tuvo que abandonar Petrogrado cuando se firmó el Tratado de Brest-Litovsk y continuó su misión en Arcángel. Plasmó estos acontecimientos en sus Recuerdos.
Posteriormente fue presidente de la cámara de comercio franco-polaca, desde 1920.
Fue nombrado Caballero de la Legión de Honor en 1929 y comandante de mérito agrícola. Estaba casado con la modista Jeanne Paquin. Los dos están enterrados en la capilla familiar del cementerio de Sorbets.